# Megapachylus simoni
Megapachylus simoni is een hooiwagen uit de familie Gonyleptidae.